# Арано
Арано (баск. Arano, ісп. Arano) — муніципалітет в Іспанії, у складі автономної спільноти Наварра. Населення — 134 особи (2009).
Муніципалітет розташований на відстані близько 340 км на північний схід від Мадрида, 47 км на північний захід від Памплони.
На території муніципалітету розташовані такі населені пункти: (дані про населення за 2009 рік)
- Арано: 64 особи
- Лаце: 8 осіб
- Суро: 30 осіб
- Урумеа: 32 особи

## Демографія
Динаміка населення (INE ):

## Галерея зображень

Розташування муніципалітету